# 上原城
上原城（うえはらじょう）は、信濃国諏訪郡（長野県茅野市茅野上原）にあった中世の日本の城（山城）。支城の桑原城と併せて長野県指定史跡「諏訪氏城跡」に指定。

## 概要
永明寺山の西側にある金毘羅山（標高978m）の山頂と中腹の居館からなる諏訪総領家の本拠であった根小屋式山城である。
築城年代は定かではないが、室町時代の文正元年（1466年）頃、諏訪信満が中腹に居館を建て、5代70余年にわたり諏訪地方を統治したと考えられている。『守矢頼実書留』によれば、上原町には堀廻りが存在し、信濃国衆の小規模城下町である「宿城」（町宿）であったと考えられている。上原城下町には諏訪大社上社とその別当寺である神宮寺の門前町を包括していた、諏訪の政治経済の中心地であった。
天文11年（1542年）には、甲斐国の武田晴信（信玄）が信濃侵攻で高遠頼継とともに領主・諏訪頼重を滅ぼし、諏訪郡は武田氏の領国となる。
武田氏の諏訪支配では譜代家老の板垣信方が諏訪郡代として赴任するなど、城代をおいて諏訪を治めた。
板垣信方は武田氏の諏訪・佐久郡侵攻において先発隊を指揮しており、上原城配置以前から両郡における所領宛行などを行っている。信方は正式には諏訪郡司（郡代）の立場であったが、天文17年（1548年）2月の信濃村上氏との上田原の戦いにおいて戦死する。信方の死後、上原城には弟の室住玄蕃充虎登が派遣されるが、同年8月には長坂虎房（光堅）が配置される。天文18年（1549年）には上原城に代わり高島城（茶臼山城、諏訪市高島）が築城され、虎房は高島城へ移り、諏訪郡の政治的拠点は高島城に移転された。
天正10年（1582年）3月の織田・徳川連合軍による武田領侵攻（甲州征伐）により武田氏は滅亡し、廃城となった。上原城下町は政庁移転後も存続しているが、江戸時代には諏訪高島城が築城され新城下町が整備されると、上原城の町宿は移転され消滅する。
現在は主郭や土塁・二の郭・三の郭・曲輪・空堀・物見石などの遺構が残されている。

## 歴代城主

### 城主
諏訪氏時代
- 諏訪信満
- 諏訪政満[6]
- 諏訪頼満
- 諏訪頼隆
- 諏訪頼重

### 郡司
※武田氏時代は郡司（郡代）を置いた。
- 初代：板垣信方
- 2代：室住虎登（信方の実弟）

## 交通アクセス

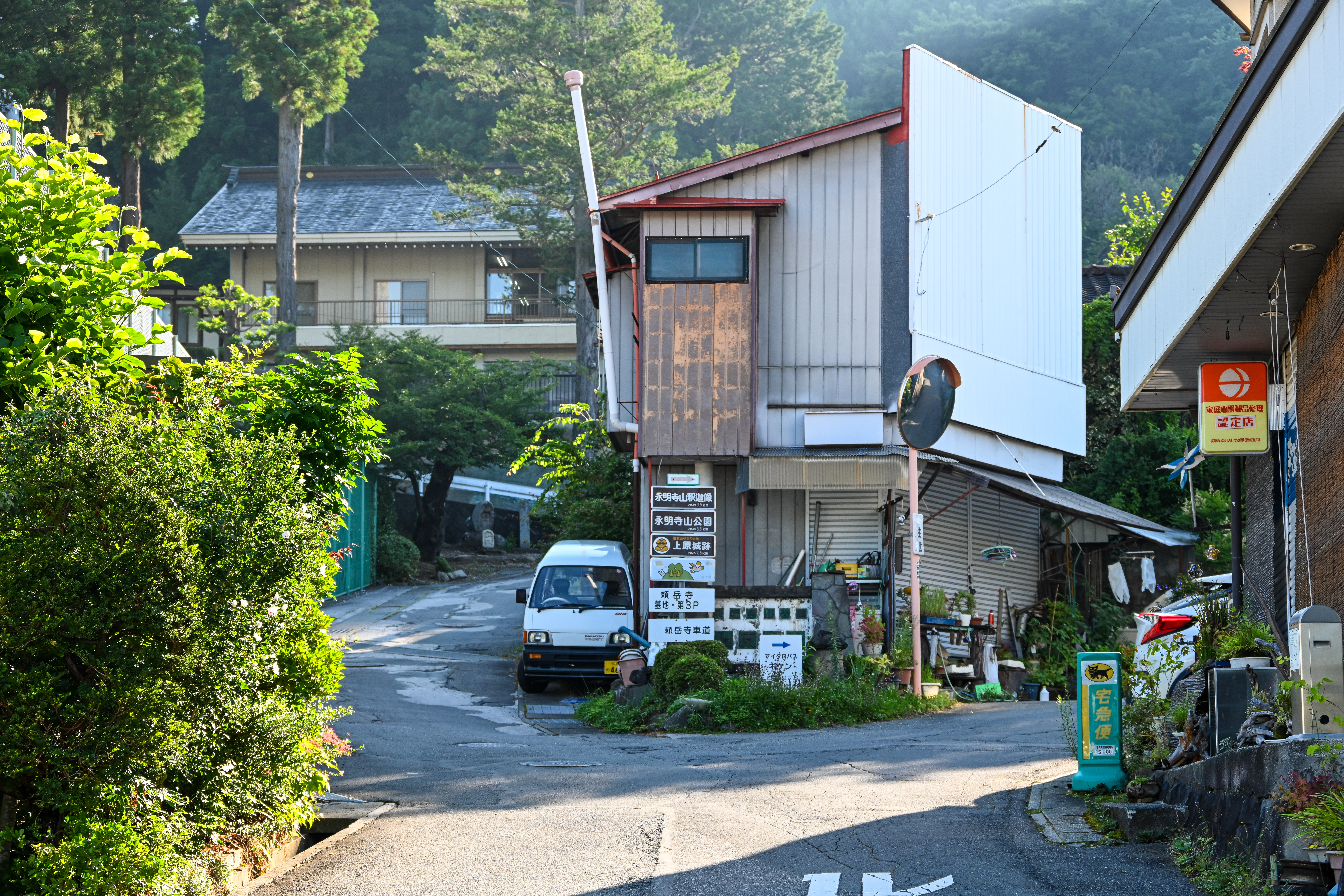
頼岳寺脇Y字坂

- JR中央本線茅野駅から諏訪バス岡谷線で「頼岳寺」バス停下車、徒歩約50分
- 中央自動車道諏訪ICから国道20号経由で車で約10分

### 関連文献
- 宮坂武男『宮坂武男と歩く 戦国信濃の城郭』「図説日本の城郭シリーズ第3巻」戎光祥出版ISBN 978-4864032148
- 原田泰治『信州の史跡百選 (長野県観光みどころシリーズ)』長野県観光連盟 1993年ISBN 978-4474101845